# Linia kolejowa Hostivice – Podlešín
Linia kolejowa Hostivice – Podlešín (Linia kolejowa nr 121 (Czechy)) – jednotorowa, regionalna i niezelektryfikowana linia kolejowa w Czechach. Łączy Hostivice i Podlešín. W całości przebiega przez terytorium kraju środkowoczeskiego.